# Tito Duarte
Tito Duarte (Ernesto Duarte Hernández (La Habana, Cuba, 7 de agosto de 1946 - Córdoba, España, 14 de julio de 2003) fue un músico cubano.

## Trayectoria artística
Tito Duarte era hijo del compositor y director Ernesto Duarte Brito, que trabajó con figuras como Benny Moré y Celia Cruz, además de ser directivo de discográficas mediado el siglo XX. Los Duarte dejaron Cuba y se instalaron en Madrid tras la revolución de Fidel Castro. En Madrid, Ernesto el padre trabaja para la discográfica RCA. El hijo, que ya había tocado con la orquesta paterna en Cuba, se revela como instrumentista y arreglista.
Tito Duarte tocaba instrumentos de percusión, saxo, flautas, teclados, bajo, además de ser arreglista de canciones como muestra en Barrabás, el grupo que fundó Fernando Arbex, pero antes había participado como músico de la banda de Miguel Ríos en su Concierto de Rock y Amor en 1972. Su inquietud musical le llevó a compartir posteriormente escenarios junto a músicos de jazz como Carles Benavent, Josep Mas "Kitflus", Jorge Pardo, Max Sunyer, Vlady Bas. Trabajó como músico de estudio y grabó en solitario elepés que oscilaban entre la comercialidad de los popurrís de Un directo... al sabor (RCA, 1981) y la fusión eléctrica de Tito Duarte (RCA, 1979), disco de jazz bailable conocido también como I am the boss. Colabora con el cantautor Joan Manuel Serrat en algunos de sus discos (En tránsito, Cansiones) y como músico de sus giras.
En verano de 2003, Tito Duarte preparaba la edición en solitario de su disco La herencia del viejo sabor (Fundación Autor, 2004), un recorrido por el mambo, el danzón y otras formas históricas de la música cubana, con colaboraciones de instrumentalistas como Jorge Pardo, Pepe Ébano, Vicente Borland, Víctor Merlo, Horacio Icasto o Luis Dulzaides y las voces de cantantes a los que Tito Duarte había acompañado anteriormente: Moncho, Miguel Bosé, Lucrecia, Reinaldo Craig o Ángela Carrasco. Él mismo se había comprometido a cantar el tema Suavecito, pero el día anterior a la grabación murió de repente en Córdoba con el disco prácticamente terminado, por lo que el disco fue publicado como homenaje tras su desaparición a título póstumo.
Falleció a los 56 años en Córdoba, donde participaba en la presentación en directo de Sueños de ida y vuelta, el proyecto del flamenco Víctor Monge "Serranito", en el Festival de la Guitarra cordobés. Durante los ensayos del espectáculo se sintió indispuesto y fue ingresado en el hospital Reina Sofía, donde murió, según los médicos, como consecuencia de un infarto.

## Discografía

### Álbumes
- I am the Boss (1979). RCA Víctor.[5]
- Un directo... al sabor (1981). RCA.
- La herencia del viejo sabor (2004). Factoria Autor.

### Sencillos y EPs
- Wild Party / Kiss Me Now Baby (1980).RCA.
- Merengues - Guajiras (1981). RCA Victor.